# Számérzék
A matematikadidaktikában a számérzék a számokkal kapcsolatos összefüggések intuitív megértését jelenti. Több más, de hasonló meghatározás is létezik. Néhány definíció a tradicionálisan tanított algoritmusok helyettesítésének a képességét emeli ki: "számokkal kapcsolatos információk jól szervezett rendszere, mely a személy számára lehetővé teszi, hogy a számok fogalmának és kapcsolatainak megértésére, és olyan matematikai problémák megoldására, melyekre a hagyományosan oktatott algoritmusok nem alkalmazhatóak".
A számérzéket a kognitív pszichológia is többféleképp határozza meg. Például Gersten és Chard szerint a számérzék " a gyermek fluiditását és flexibilitását érinti a számok kezelésében, továbbá a számok értelmezésének képességét, és matematikai műveletek mentális szinten történő végzését valamint mindennek a külvilággal történő összevetését jelenti". A kognitív tudomány a számérzék fejlődési, kognitív és neurális alapjait kutatja. Numerikus kognícióként is utalhatnak a számérzékre.
A kutatók kulcsfontosságúnak tartják a számérzék fejlesztését az elemi szintű közoktatásban. Az Egyesült Államok Matematika Tanárainak Nemzeti Tanácsa a "nagycsoportos (pre-k) - másodikos" korosztály képzésének a központi részévé tette ezt. Magyarországon nem történt ilyen kezdeményezés, bár a 3/2002. (II. 15.) OM rendelet 2. számú melléklete említést tesz a számérzékről.
A számérzék fejlesztésének pedagógiai lehetőségeit aktívan kutatják.

## Képalkotó eljárások eredményei
Három parietális hálózat aktiválódik erősen, amikor az emberek számolási feladatokat végeznek: a bilaterális (mindkétoldali) intraparietális sulcus (hIPS), a bilaterális superior parietális lebeny inferior része (dorzálsi figyelmi rendszer vagy PSPL), valamint a domináns (bal oldali) gyrus angularis.
A hIPS aktivációja attól függ, hogy a feladat mennyire igényli a mennyiségi reprezentációt. Egy művelet elvégzésénél például nagyobb az aktiváció, mint egy számmegnevezésnél. Numerikus összehasonlításnál a szubdomináns oldal erősebben aktiválódik. Az ingerbemutatás jellemzőitől független. A középső részét leszámítva (kivonás) nem csak numerikus feladatvégzésnél aktiválódik (pl.: állatok rokonsági foka). Discalculás betegeknél a szubdomináns hIPS rövid és sekély a domináns oldalon gyakran ritkább a szürkeállomány.
A bal gyrus angularis a frontális lebeny inferior részével való összeköttetése révén a nyelvi és a nyelvi emlékezeti rendszerre támaszkodó pontos műveletekben van szerepe. Nagyobb aktiváció mérhető a szorzótáblát igénylő feladatoknál, mint a kivonást vagy az összehasonlítást igénylőknél.
A PSPL a letapogatást és a téri reprezentációkat igénylő feladatoknál aktív.
A perietális hálózatok mellett a frontális lebenynek fontos szerepe van a számolási feladatok végrehajtásában. A Broca-terület mellett a munkamemóriában és a figyelmi működésben részt vevő régiók érintettek.

## Az agykéreg alulsó fali területe és a számérzék
Az alulsó fali terület, különösen a hátulsó tekervénye, az úgynevezett „gyrus angularis” vagy Brodmann 39-es terület kulcsszerepet játszik a számok és mennyiségek mentális reprezentációjában és a számszerű mennyiségek mentális manipulációjában. Anatómiailag ez a terület az idegtudósok által magas szintű multimodális (az információt több érzékszervi bemenetből egyesítő) kéregnek nevezett területen fekszik. Norman Geschwind neurológus az „asszociációs területek asszociációs területének nevezte”.

## A Gerstmann-szindróma és a matematikai képességek
J. Gerstmann, német neurológus 1940-ben leírt egy négy jelenségből álló tünetegyüttest, amit a bal alulsó fali területek károsodása okozhat. A tünetek közé tartozik többek között az akalkúlia (számolási zavar), ezen kívül írászavarok, valamint a beteg nem tudja megkülönböztetni kezének ujjait és összekeveri a jobb és bal oldalt. A mennyiségekre vonatkozó számérzék elvesztése azoknál a betegeknél is jelentkezik, akik a klasszikus Gerstmann-szindrómának megfelelő tüneteket mutatják, és bal alulsó fali sérülésük van.
A kutatók már évtizedek óta tudják, hogy bár a szindrómát alkotó tünetegyüttes összetevői általában együtt járnak, időnként szét is válhatnak. Néhány ritka betegség alapján valószínű, hogy az alulsó fali kéreg funkcionálisan kicsiny területekre osztható, melyek közül egyesek számolással, mások téri feldolgozással, megint mások az ujjakkal kapcsolatos műveleteket végeznek.
Stanislas Dehaene szerint az alulsó fali területeken a folyamatos téri információt reprezentáló idegi hálózatok találhatóak. E hálózatok tökéletesen alkalmasak a számegyenes kódolására is. Az alulsó fali területek a környezet tárgyainak téri helyzetéről egyre absztraktabb térképeket készítő nyakszirti-fali területek piramisának a csúcsán állnak.

## A matematika által kiváltott rohamok
Egy rejtélyes betegség alapján is világos lehet, hogy az alulsó fali terület milyen nagymértékben specializálódott a számtani feldolgozásra. Az epilepsia arithmetices tüneteit először 1962-ben írta le D. Ingvar és G. Nyman. Egy epilepsziás kislány rutinszerű elektroencefalógráfiás vizsgálata során észrevették, hogy a beteg, akár ha egyszerű matematikai műveleteket is oldott meg, azonnal ritmikus kisüléseket produkált. Míg a számolás epileptikus aktivitást okozott, más intellektuális tevékenység nem járt ilyen hatással.
Számos ilyen esetet lejegyeztek világszerte. A személyek elektroencefalogramja gyakran abnormalitásokat mutat az alsó fali területeken. Elég valószínű, hogy a betegekben ez a terület hibásan huzalozott, túlságosan könnyen izgalomba jövő idegi hálózattal rendelkezik. Amikor ezzel a hálózattal számtani feladatokat akarnak megoldatni, akkor az ellenőrizhetetlen kisülésekkel kezdi bombázni a többi agyterületet. Az, hogy ez az epileptikus mag csak számolás során lép működésbe, arra utal, hogy ez az agyterület kifejezetten csak matematikával foglalkozik.

## Az agyban zajló matematikai feldolgozás
Sokféle matematikai képességgel rendelkezünk: tudunk arab számjegyekkel írt számokat írni és olvasni, megértjük őket, hangosan is ki tudjuk őket mondani, tudunk összeadni, szorozni, kivonni és osztani és így tovább. Az agyi károsodások tanulmányozása alapján arra következtethetünk, hogy valamennyi fenti képességünk erősen specializált, egymással több párhuzamos pályán keresztül kommunikáló idegi hálózatok sokaságán alapszik. Ezen idegi hálózatok legfőbb jellegzetessége a modularitás.
Dehaene Stanislas hipotézise szerint mindkét agyfélteke képes arab számok és számtani mennyiségek manipulációjára, de csak a bal félteke fér hozzá a számok nyelvi reprezentációjához és a nyelvi emlékezetben tárolt számtáblákhoz. Úgy véli, hogy a következőképp lehet elképzelni az egyes folyamatokat:

### Bal félteke
- Hátulsó-oldalsó prefrontális kéreg: stratégiai választás és tervezés
- Bal oldali, Sylvius-árok körüli területek: nyelvi feldolgozás
- Alsó nyakszirti-halántéki kéreg: látás utáni azonosítás (szavak és számjegyek)
- Alulsó fali kéreg: számszerű mennyiségek reprezentációja és helyzetüknek a mentális számegyenesen való meghatározása, számok mennyiségi feldolgozása, kivonás, számjelek mennyiségekké fordítása, viszonylagos számnagyságok reprezentációja. Kísérletek alapján úgy tűnik, hogy aktivációjának mértéke egyenesen arányos az aktuálisan végzett számtani feladatok nehézségének fokával.
- Bal oldali bazális ganglionok és a talamusz: számtani emlékezet

### Prefrontális területek
Ezen területek az agy nem automatikus tevékenységeinek vezérlésében vesznek részt.
Az általános iskolákban világszerte használt szöveges feladatok a prefrontális kéreg matematikai feladatokban játszott szerepére utalnak. A frontális sérült betegek nem képesek megfelelő megoldási stratégia választására, hanem meggondolatlanul rögtön az első eszükbe jutó számítási módot választják.
- matematika és számtan, hatás az egyes műveletek végrehajtásának sorrendjére (Általános szabály, hogy a prefrontális sérülések nem befolyásolják a legalapvetőbb műveleteket, de specifikusan károsítják a betegeknek azt a képességét, hogy egyes műveleteket adott sorrendben hajtsanak végre. Neuropszichológusok gyakran találkoznak a szorzás algoritmusának végrehajtására képtelen frontális sérüléses betegekkel.)
- számítások átmeneti eredményeinek fejben tartása (Ez a munkaemlékezet megvalósulásának helye, ami egy olyan reprezentációs munkaterület, amely lehetővé teszi, hogy valamely számítás kimenete egy másik számítás bemenetéül szolgálhasson).
- kognitív becslésben nyújtott teljesítmény
- mentális számolás
- kivonás
- a prefrontális kéreg felülső-oldalsó, „46-os területén” található idegsejtek: részt vesznek a múltbeli és az elővételezett események mentális reprezentációjának fenntartásában (például amikor egy telefonszámot ismételgetünk.)

A két agyfélteke hátulsó részeit alulsó nyakszirti-halántéki kéregnek nevezik. Ez a terület nagymértékben specializált részrendszerekre bontható. A hasított agyú betegek tanulmányozása alapján arra lehet következtetni, hogy a bal félteke ezen területe mind az arab számokat, mind a kimondott szavakat felismeri. Ezzel szemben a jobb félteke ennek megfelelő része csak egyszerű arab számokat felismeréséért lehet felelős.
Lauren Cohen és Dehaene Stanislas szerint az összeadással és szorzótáblával kapcsolatosak az agykérgi területek és a balféltekei, kéreg alatti bazális ganglionokat egyaránt érintő – idegi hálózat játszik szerepet.

## Lásd még
- Szám
- Számosság
- Matematika
- Biológiailag elsődleges matematikai képességek
- Biológiailag másodlagos matematikai képességek
- Mentális számegyenes
- Diszkalkulia tesztek
- Állatok numerikus képességei
- Piaget számfogalma
- Számossági adaptációs hatás